# Alna
Alna è una città statunitense dello stato del Maine, contea di Lincoln. In Alma vi è il villaggio di Head Tide, famoso per le sue architetture.

## Storia
In origine Alna era parte dell'antica Pownalborough, resasi poi indipendente nel 1760, venne ufficialmente costituita nel 1794 con il nome di New Milford. Questo non piaceva agli abitanti e lo cambiarono nel 1811 nell'attuale, nome latino che significa ontano, specie di alberi che crescono in abbondanza lungo le rive del fiume che bagna la città, lo Sheepscot.
Alna fu la prima città del Maine ad ospitare uno stabilimento di piscicoltura, iniziato poco dopo la rivoluzione americana. Fra il 1895 ed il 1933 la stazione di Sheepscot ad Alna fu uno dei capolinea della ferrovia a scartamento ridotto "Wiscasset, Waterville and Farmington", ora una linea turistica della città.